# Хилкер, Надиа
 Надиа Хилкер (нем. Nadia Hilker; род. 1 декабря 1988, Мюнхен) — немецкая актриса и модель.

## Биография
Надиа Хилкер родилась 1 декабря 1988 года в интернациональной семье, её отец немец, а мать уроженка Туниса.
В возрасте четырёх лет стала заниматься классическим балетом. Обучалась в Королевской академии танца в Лондоне.

## Карьера
Свою профессиональную деятельность Хилкер начала в качестве модели, снимаясь для крупных рекламных брендов Германии. Кинодебют начинающей актрисы состоялся в 2010 году в телевизионном фильме «Номер с тётей», где её коллегами стали Ютта Шпайдель и Инго Науйокс. Затем были небольшие роли в популярных немецких сериалах Специальная комиссия, Спецотряд «Кобра 11», Штутгартское убийство и Последний бык.
В 2014 году в прокат вышел американский фантастический фильм ужасов «Весна», который принёс актрисе первую известность и премию «Fright Meter Award» в категории «Лучшая актриса».
В мае 2015 стало известно, что Надиа получила роль Ниты в экранизации заключительной книги трилогии Вероники Рот «Дивергент». Картина была разделена на две части. Первая — «Дивергент, глава 3: За стеной», вышла на киноэкраны в марте 2016. Показ второй, с рабочим названием «Дивергент, глава 4» анонсирован на 2017 год, но фильм так и не был запущен в производство.

## Личная жизнь
Надия первая в своей семье, кто выбрал актёрскую профессию, её родители и старший брат работают в авиакомпании «Люфтганза».
Помимо родного немецкого, актриса свободно владеет английским и французскими языками.
В настоящее время Хилкер проживает в Берлине.

## Фильмография
| Год  | Название                      | Ориг. название                  | Роль                      | Примечания       |
| ---- | ----------------------------- | ------------------------------- | ------------------------- | ---------------- |
| 2010 | Номер с тётей                 | Zimmer mit Tante                | Мари-Луиза («Малу») Силиг | ТВ               |
| 2010 | Маршрут                       | Die Route                       | Ксения                    | ТВ               |
| 2011 |                               | Für immer 30                    | Лука                      | ТВ               |
| 2014 | В галерее                     | In der Galerie                  | Зейнеп                    | короткометражный |
| 2014 | Весна                         | Spring                          | Луиза                     |                  |
| 2015 |                               | Endlich Frühling                | Мэгги                     | ТВ               |
| 2015 | Порода                        | Breed                           | Руби                      | ТВ               |
| 2016 | Дивергент, глава 3: За стеной | The Divergent Series: Allegiant | Нита                      |                  |
| 2016 | Автобан                       | Collide                         | Ровена                    |                  |
| 2017 | Дивергент, глава 4            | Ascendant                       | Нита                      |                  |

| Год       | Название                          | Ориг. название                           | Роль                            | Примечания                           |
| --------- | --------------------------------- | ---------------------------------------- | ------------------------------- | ------------------------------------ |
| 2010-2012 | Специальная комиссия              | SOKO München                             | Тина Пфайфер/Лена Вайл          | 2 эпизода                            |
| 2010-2014 | Спецотряд «Кобра 11»              | Alarm für Cobra 11 — Die Autobahnpolizei | Мари Линдберг/Ширин             | 2 эпизода                            |
| 2011-2015 | Штутгартское убийство             | SOKO Stuttgart                           | Tatjana Марквардт/Кармен Гротхе | 2 эпизода                            |
| 2012      | Последний бык                     | Der letzte Bulle                         | Роми Вайднер                    | эпизод 3.12 «Ich sag’s nicht weiter» |
| 2012      | Розамунда Пилхер (Другая женщина) | The Other Wife                           | Джемма Кендалл                  | мини-сериал (2 эпизода)              |
| 2013      |                                   | München 7                                | Надин                           | эпизод 4.02 «Einfach anders»         |
| 2016      | 100                               | The 100                                  | Луна                            | 3 сезон (3 эпизода)                  |
| 2018      | Ходячие мертвецы                  | The Walking Dead                         | Магна                           | 9-10 сезоны                          |
| 2020      | Сумеречная зона                   | The Twilight Zone                        |                                 | 2-сезон (эпизод «8» )                |

## Награды и Номинации
| Год  | Награда            | Номинация      | Номинированная работа | Роль  | Результат |
| ---- | ------------------ | -------------- | --------------------- | ----- | --------- |
| 2015 | Fright Meter Award | Лучшая актриса | Весна                 | Луиза | Победа    |